# Diplazium forrestii
Diplazium forrestii là một loài thực vật có mạch trong họ Woodsiaceae. Loài này được (Ching ex Z.R. Wang) Fraser-Jenk. mô tả khoa học đầu tiên năm 2008.